# Isis (jazzrockband)
Isis was een Amerikaanse jazzrockband uit de jaren 70. De band was vernoemd naar de Egyptische godin van de vruchtbaarheid en verrichtte pionierswerk voor vrouwen in de popmuziek.

## Geschiedenis

### De eerste twee albums
Zangeres-gitariste Carol MacDonald, drumster Ginger Bianco en de later gekomen gitariste Susan Ghezzi hadden reeds hun sporen verdiend in andere bands (met name Goldie & the Gingerbreads) toen ze in 1972 Isis oprichtten. Aanvankelijk was ook pianiste Carol O' Grady hierbij betrokken. De oorspronkelijke bezetting werd gecompleteerd door Stella 'Bass' Barrow (zang/bas), de Cubaanse percussioniste Nydia Liberty Mata en een klassiek geschoolde blazerssectie bestaande uit Jean Fineberg (sax/zang), Lauren Draper (trompet/zang) en Lolly Bienenfield (trombone/zang).
Isis wist met veel moeite een reputatie op te bouwen in het New Yorkse clubcircuit, en werd in 1973 de vijfde vrouwenband die bij een grote platenmaatschappij (Buddah) tekende. In het najaar van 1974 verscheen het titelloze debuutalbum dat door de pers met bands als Chicago, Blood, Sweat & Tears en Earth, Wind and Fire werd vergeleken. Ook Santana en zelfs Britse bands als Black Sabbath, Yes en Jethro Tull werden genoemd. Een ander referentiekader was de bluesrockformatie Ten Wheel Drive van ex-Goldie & the Gingerbreads-zangeres Genya 'Goldie' Ravan.
Het album viel vooral op door de hoesfoto waarop de dames in zilverkleurige bodypaint poseerden. Ze haalden de 100e plaats in de Amerikaanse albumlijst-lijst, maar ondanks alle positieve reacties zat een doorbraak er niet in. Niet zozeer omdat vrouwenbands niet serieus werden genomen als wel dat Carol MacDonald in nummers als She Loves Me voor haar homoseksualiteit uitkwam.
In plaats van hits scoorde Isis voorprogramma's; bij grote namen (in wording) als KISS, Aerosmith en The Beach Boys, maar ook bij de succesvollere collega's van Fanny. Van een druk schema was echter geen sprake, vandaar dat de bandleden ook ander werk aannamen en in sommige gevallen zelfs vervangen moesten worden. Susan Ghezzi (tegenwoordig illustratrice van onder meer kinderboeken) en Lauren Draper maakten eind 1974/begin 1975 plaats voor Renate Ferrier en Ellen Seeling. Daarnaast werd de bezetting uitgebreid met saxofoniste Edith Dankowitz, de oorspronkelijke Gingerbreads-pianiste Margo Lewis en later ook zangeres/gitariste Faith Fusillo.
Het was deze bezetting die in september 1975 het tweede album uitbracht. Ain't No Backin' Up Now bevatte vooral soul-, funk- en disco-invloeden en was deels opgenomen in New Orleans met producer Allen Toussaint; ook Fanny-oprichtster June Millington verleende haar medewerking. Wederom bleven de verkoopcijfers achter waardoor Isis uiteindelijk zonder platencontract kwam te zitten en het steeds moeilijke werd om de band bij elkaar te houden.

### Breaking through & breaking up
MacDonald, Lewis, Fusillo, Fineberg en Seeling gingen in 1976 verder met de Britse Mary Lynn 'Lynx Quicksilver' Sheffield (sax/gitaar) en de zussen Benita en Anne Lacatutta (bas en drums). Die laatste twee werden op hun beurt weer vervangen door Barbara 'Abacate' Coib en Vivian Stoll.
Het was deze bezetting (minus Fineberg en Seeling) die bij United Artists tekende en in 1977 Breaking Through uitbracht, een album waarop Fusillo en Sheffield een grotere rol hadden dan MacDonald. Het album liet een commerciëler geluid horen dan de twee voorgangers, maar ook ditmaal bleef de gewenste doorbraak uit.
Bijgestaan door trompettiste Laurie Frink en oud-leden als Mata en Draper toerde Isis door Amerika en de Cariben als voorprogramma van BT Express, Dr. Buzzard's Original Savannah Band (voorloper van Kid Creole & the Coconuts) en Blondie. Daarna kregen de dames een residentie in Greenwich Village totdat ze in 1980 besloten om er een punt achter te zetten. MacDonald noemde haar band "een goede leerschool" met wel "73 leden in zeven jaar tijd".

### Soloprojecten
Na hun vertrek bij Isis zijn de meeste ex-leden in andere (vrouwelijke) bands gaan spelen; vaak houden ze er meerdere projecten op na.
- Nydia Mata:

- Carol MacDonald bracht in 1981 een solo-album uit met onder meer covers van AC/DC's Girls Got Rhythm en Billy Joel's New York State of Mind.

- Jean Fineberg en Ellen Seeling speelden met artiesten van formaat (o.a. Chic en Luther Vandross) en richtten in 1980 hun eigen band op. Deuce (waarin ook Mata speelde) bracht twee albums uit waarvan het debuut uit 1986 met gastbijdragen van Carol MacDonald. In 1989 verhuisden Fineberg en Seeling naar San Francisco waar ze sinds 1998 de Montclair Women's Big Band leiden. Daarnaast saxt, fluit en drumt Fineberg ook in andere bands.

- Lolly Bienenfeld was eind jaren 80 te zien in de tv-show van Joan Rivers met de band van saxofoniste Kit McClure; hun toenmalige zangeres was niemand minder dan Spargo's Lilian Day Jackson. Ook speelde Bienenfeld jarenlang bij Diva, dat eveneens te maken kreeg met de vooroordelen jegens vrouwenbands.

- Stella Bass verhuisde naar Atlanta waar ze met haar coverband (bestaande uit mannelijke en vrouwelijke muzikanten) op bruiloften en partijen speelt. Ze heeft twee solo-albums uitgebracht met gospel- (Glory Train; 2007) en bluesnummers (Walking Blues; 2011). In 2012 was de Stella Bass Band te zien in de film Hall Pass.

### 2001: de comeback en het afscheid
Op 13 november 1997 kwamen Carol MacDonald en Ginger Bianco bijeen voor een eenmalige reünie van Goldie & the Gingerbreads; dertig jaar na de breuk van deze band en 22 jaar na het laatste optreden van de oorspronkelijke Isis-bezetting. Begin 1998 namen ze een onderscheiding in ontvangst voor hun bijdrage aan de popmuziek.
Daarna formeerden ze met Lolly Bienenfield een nieuwe Isis; de overige leden waren Denny Cole (gitaar), Bonnie Parker (bas), Pam Fleming (trompet), Laura Dreyer (sax) en Paula Jeanine (percussie).
De comeback vond op 26 januari 2001 plaats in de oude vertrouwde Bottom Line als hoofdact van een showcase voor vrouwelijke muzikanten. Plannen voor een nieuw album op MacDonalds label Second Coming Records werden echter nooit gerealiseerd.
Het lukte de stichting Women In Music om de originele leden plus de vervangsters bijeen te krijgen voor een jamsessie.
Het was een van de laatste hoogtepunten in de geschiedenis van de band, want door ziekte moest Carol MacDonald afhaken; ze overleed op 12 maart 2007 op 63-jarige leeftijd, de dag waarop artiesten worden ingewijd in de Rock & Roll Hall Of Fame. Een half jaar later, op 20 september, kreeg Ginger Bianco, tijdens een prijsuitreiking van de homorechtenorganisatie GLBT Historical Society, een onderscheiding voor haar verdiensten.
Laurie Frink en Lynx Sheffield overleden respectievelijk in 2013, 2014. Suzi Ghezzi volgde in 2020, hetzelfde jaar dat Stella Bass door het online-magazine She Shreds in een top 100 werd opgenomen van Afro-Amerikaans/-Caribische gitaristes en bassistes. 19 december 2023 kwam ze als derde lid van de oorspronkelijke bezetting te overlijden; haar dochter maakte dit bekend op Facebook.